# 挪威海外领地

挪威王国与其海外领地

以下是挪威现有及前海外领地列表。

## 本土的离岛
属于挪威一部分的非建制地区：

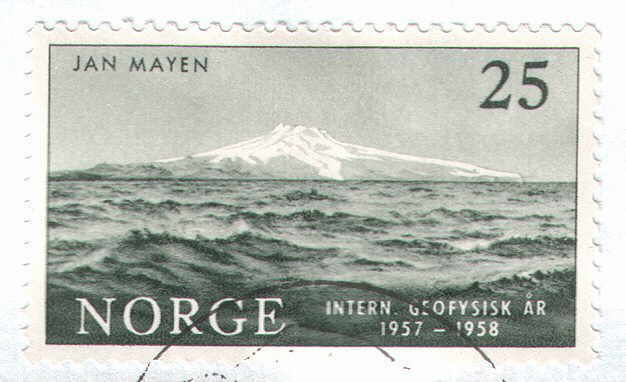
1957年挪威邮票上的扬马延岛贝伦火山。

- 斯瓦尔巴（包括熊岛），位于北极，1920年起属于挪威。
- 扬马延，位于北极，1929年起属于挪威。

含熊岛在内的斯瓦尔巴受斯瓦尔巴条约约束。虽然斯瓦尔巴和扬马延因分类上的问题而被国际标准组织视为一体，但两者在行政上没有关联。

## 现有海外领土
挪威现有的属地全部位于南极地区（受南极条约约束主权）：
- 彼得一世岛，位于南极洲，1929年起成为挪威属地。
- 布韦岛，位于亚南极地区和南大西洋，1930年起成为挪威属地。
- 毛德皇后地，位于南极洲，1939年起成为挪威属地。

### 地图

挪威与其海外领地（均位于南半球）的位置。

## 前属地和故乡

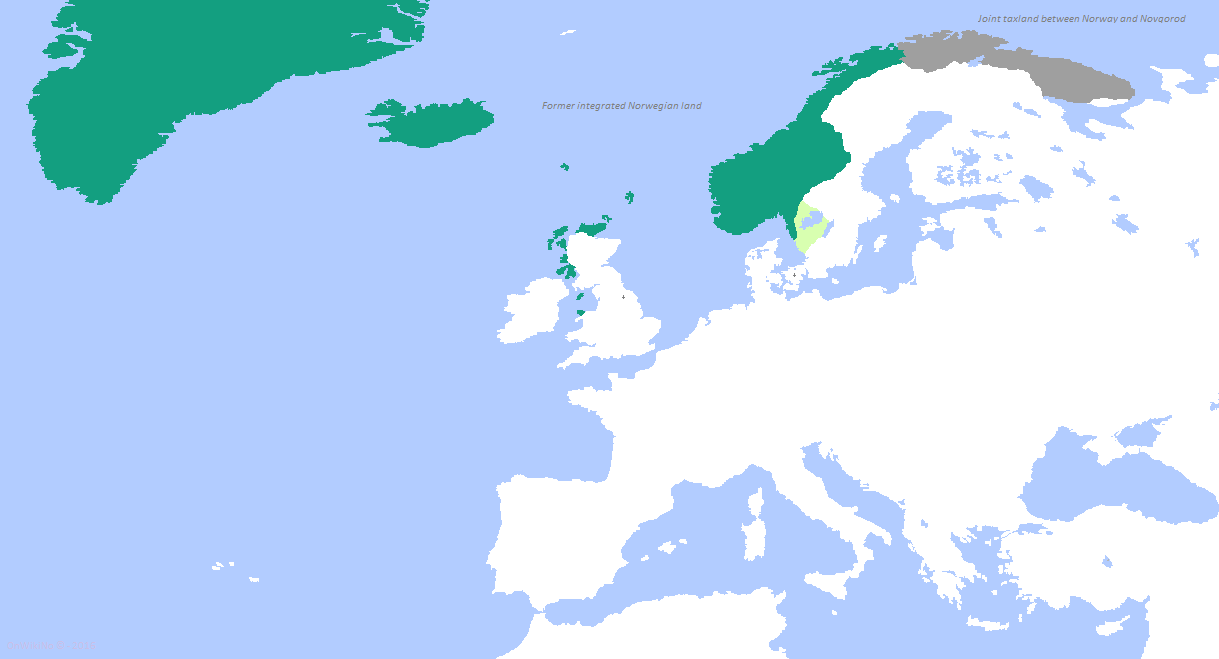
挪威王国在1265年的极盛疆域。

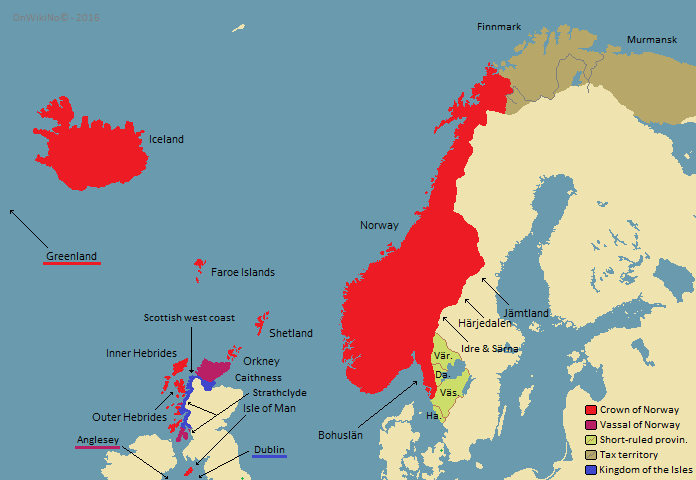
挪威帝国的领土、属地和海外领地

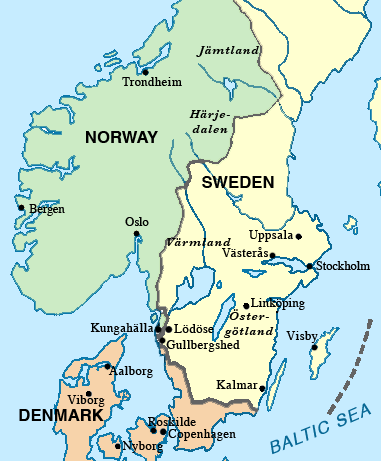
1645年之前挪威帝国的领土与挪威人的故乡

所谓的大挪威（Greater Norway）包含以下实体：

### 割让给苏格兰的属地（第一阶段）
- 赫布里底群岛，8世纪由挪威拓殖至12世纪，为伯爵领地的一部分；12世纪至1266年为挪威皇家属地，
珀斯条约签订后割让给苏格兰[2]。
- 曼島，9世纪50年代由挪威拓殖至1152年，为伯爵领地的一部分；1152年至1266年为挪威皇家属地，
珀斯条约签订后割让给苏格兰[2]。
- 奥克尼，9世纪由挪威拓殖至875年；875年至12世纪期间为伯爵领地；1194年至1470年为挪威皇家属地，
由克里斯蒂安一世质权予苏格兰[3]。
- 设德兰，8世纪由挪威拓殖至10世纪；10世纪至1195年为伯爵领地；1195年至1470年为挪威皇家属地，
由克里斯蒂安一世质权予苏格兰[3]。

#### 附庸国
- 凯瑟尼斯和萨瑟兰，于1266年结束统治[2][4]。

### 割让给瑞典的国土（第二阶段）
- 布胡斯，9世纪并入挪威至1523年，1532年再次并入挪威至1658年，罗斯基勒条约签订后割让给瑞典[5]。
- 伊德勒（英语：Idre）和萨尔纳（英语：Särna），9世纪并入挪威至1645年，《布勒姆瑟布鲁条约》（英语：Second Treaty of Brömsebro (1645)）签订后割让给瑞典，
此后并未正式划定边界，一直到1751年为止[6]。
- 耶姆特蘭，12世纪并入挪威至1645年，《布勒姆瑟布鲁条约》签订后割让给瑞典[3][7]。
- 海里耶達倫，13世纪并入挪威至1563年，1570年再次并入挪威至1645年，《布勒姆瑟布鲁条约》签订后割让给瑞典[8]。

#### 早期的实体
- 韋姆蘭，9世纪20年代（挪威统一前）至约1000年被瑞典吞并前是挪威人的土地[9][10][11]。

### 割让给丹麦的属地（第三阶段）
- 法罗群岛，挪威人在1035年之前开始在此处定居并拓殖，1035年至1814年为挪威皇家属地，基尔条约签订后割让给丹麦[3]。
- 格陵兰，拓殖于1261年之前，1261年至1814年为挪威皇家属地，基尔条约签订后割让给丹麦[3]。
- 冰岛，拓殖于1261年之前，1261年至1814年为挪威皇家属地，基尔条约签订后割让给丹麦[3]。

这些岛屿何时割让存在争议。部分人士认为冰岛是在1536或1537年的丹麦-挪威联合王国时期割让的。当时挪威在未被事先知会的情况下，被丹麦枢密院单方面取消王国的地位，降为丹麦的省，这些岛屿成为了丹麦的直属领地。尽管如此，这些岛屿在官方文件中依然被称为挪威的属地。基尔条约中的内容：“...挪威的省份、属地（除了法罗群岛、格陵兰和冰岛）；[...]完全属于瑞典国王...”明确地显示这些岛屿直到1814年为止都是挪威的一部分。

#### 东格陵兰岛案

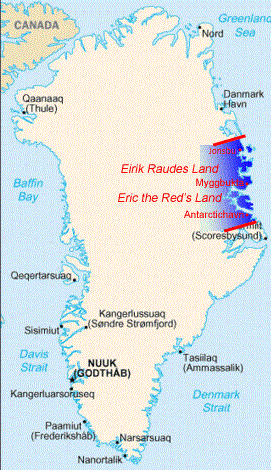
爱里克一劳德斯地的所在地。

- 1931年7月10日，挪威政府发表了一项公告，宣布对格陵兰的爱里克一劳德斯地（英语：Erik the Red's Land）拥有主权。1933年，常设国际法院承认丹麦对东格陵兰的主权[12][13]。

### 短期统治地区

#### 威尔士人的故乡
- 安格尔西岛，1098年至1099年是挪威皇家属地，因缺乏定居点而被格温内斯王国重新占领[14]。

#### 丹麦人的故乡
- 孔斯巴卡、瓦尔贝里和法尔肯贝里，历史上的北哈兰（瑞典语：Norra Halland），1287年至1305年是挪威王国的一部分[15][16]。

#### 瑞典人的故乡
- 西約特蘭、達爾斯蘭和韋姆蘭，1374年至1380年是挪威王国的一部分[17][18][19]。

### 属国
- 马恩岛及群岛王国（英语：Kingdom of Mann and the Isles），挪威的属国[20]。
- 都柏林王国，挪威的属国[20]。

## 查看
- 领土收复主义
- 奥克尼伯国
- 冰島自由邦[21]